# William Edmund Harper
William Edmund Harper (Dobbington, 20 marzo 1878 – 14 giugno 1940) è stato un astronomo canadese.

## Biografia
Harper nacque a Dobbington, una cittadina nello Stato canadese dell'Ontario. Frequentò la high school ad Owen Sound, quindi insegnò per tre anni inseguendo la propria laurea. Dopo aver racimolato una quantità sufficiente di denaro, entrò nel 1902 all'Università di Toronto.
Si laureò nel 1906 e divenne membro dello staff del Dominion Observatory di Ottawa; qui ebbe modo di lavorare con lo staff astrofisico, misurando le velocità radiali di alcune stelle e determinando l'orbita delle binarie spettroscopiche.
Gli fu assegnata una laurea magistrale nel 1907 dall'Università di Toronto. Due anni dopo si sposò con Maude Eugenia Hall, da cui ebbe due figlie.
La necessità di equipaggiamenti più potenti diventava sempre più impellente, ed Harper suggerì Victoria come località ideale. Nel 1913 il governo approvò il progetto ed Harper fu inviato a rilevare delle misurazioni delle condizioni osservative nei vari siti, scegliendo poi quella che sarà la posizione finale dell'Osservatorio Hill. Nel 1918 l'osservatorio fu completato e l'anno seguente Harper fu trasferito nel sito. Divenne assistente direttore nel 1924, quindi divenne il secondo direttore dell'osservatorio nel 1936.
Harper spese gran parte della propria carriera nello studio spettroscopico delle stelle; a lui si devono oltre 50 pubblicazioni ed una tavola, redatta nel 1924, sulle misurazioni della parallasse di 1100 stelle. Divenne membro della Royal Astronomical Society of Canada, dalla quale fu premiato con la Medaglia d'Oro, e della quale divenne socio nel 1913 e presidente nel 1928-29. Nel 1935 fu premiato dall'Università di Toronto con una laurea honoris causa.
Dal 1938 la sua salute divenne cagionevole, a causa di una forma di polmonite contratta mentre rappresentava il Canada all'Assemblea Generale dell'Unione Astronomica Internazionale a Stoccolma. Morì nel giugno 1940 per una ricaduta della malattia.